# Rodrigo Sha
Rodrigo Sha, nome artístico de Rodrigo Otávio Soriano Szwarcwald (Rio de Janeiro, 5 de novembro de 1976), é um cantor, saxofonista, flautista e compositor brasileiro.

### Biografia
Cantor, compositor, arranjador, produtor e multi-instrumentista, Rodrigo Sha é o que chamamos de artista completo. Com 23 anos de carreira e de milhares de quilômetros rodados, o artista transmite sua energia ao público através da música, seja nos palcos ou com produções em estúdio. O primeiro trabalho profissional, lançado pelo selo Rastropop Records, foi com a Ideia Rara. Uma banda autoral, onde fazia as composições e tocava sax e flauta.
Com o BossaCucaNova rodou o mundo, sob a batuta do mestre Roberto Menescal. O grupo uniu bossa nova com bases eletrônicas e fez sucesso dentro e fora do Brasil.
Versátil, Rodrigo tocou com grandes artistas da música brasileira e internacional, como Bebel Gilberto, Leo Jaime, Ritchie, Blitz, Kid Abelha, Seu Jorge, Bakermat, DJ Memê, DJ Diego Miranda entre outros.
Durante seis anos, participou da banda do Programa Amor e Sexo, da TV Globo, também junto com Leo Jaime.
Rodrigo transita com facilidade pela MPB, Bossa Nova, Rock n’ Roll e também domina o cenário da música eletrônica.
Com as levadas, sonoridades eletrônicas e sua linguagem particular no sax, cria novas versões para sucessos consagrados e lota as pistas por onde passa.
Produtor e empreendedor, há sete anos, criou a festa Shadas6eis, onde mistura sax, flauta e performances com batida eletrônica. Há 9 anos vem agitando o carnaval carioca com o “Baile do Sha”, carnaval off blocos que reúne milhares de pessoas para curtirem seu som no Leblon, e, na sequência, participando também das festas de diversos camarotes na Sapucaí. Há 12 anos é atração especial do Réveillon da ilha de Fernando de Noronha, sua fonte de inspiração.
Criou em 2017 o projeto “Hipersensorial”, que reflete a consagração na carreira. Nele Rodrigo Sha se mostra pronto para ir além, trazer o novo e unir a música a outros tipos de manifestações artísticas. A ideia é provocar sensações, mexer com diferentes possibilidades da arte e do ser humano. O Projeto atraiu 19.000 visitantes na Casa França-Brasil, no Rio de Janeiro.
Comunicador e curador musical, em 2017 o artista recebeu o convite de ter seu próprio programa de rádio: “HORA DO SHA”, na 94 FM.
Com 23 anos de carreira lançou seu primeiro projeto internacional, o “Copenema”. A ideia começou quando o artista conheceu o dinamarques Kenneth Bager no Brasil e continuou em Copenhagen, onde eles se uniram aos músicos Troels Hammer e Thomas Volmer Schulz. O Copenema, como o próprio nome já diz, é uma conexão entre Copenhagen e Ipanema, no Rio de Janeiro. O álbum foi finalizado no lendário estúdio Volmers, na Dinamarca, e lançado pelo selo “Music for Dreams”.
Em 2019 o artista se apresentou pela primeira vez ao lado de uma orquestra, com o show “Rodrigo Sha & Orquestra”, na Sala Cecília Meireles, no Rio de Janeiro, gravado ao vivo. A orquestração foi do Maestro Flavio Mendes, que regeu a orquestra de Bibi Ferreira por mais de 10 anos, e o show foi inspirado no álbum “ShaSummerMelody”, onde Sha faz releituras de clássicos das pistas e do pop mundial, com formação de quatro Cellos e seu sax tenor.
O álbum foi lançado em janeiro de 2020, com direção de Jodele Larcher, participações especiais de Marcela Mangabeira e Daniel Gonzaga.
Lançou com o cantor e violonista Mauricio Pessoa o Tributo Getz/Gilberto, em homenagem ao disco de João Gilberto e o saxofonista Stan Getz, gravado em 1964. A estreia da turnê internacional foi no Blue Note Rio.
Ao lado do DJ e produtor paulista Gui Defilippi e o produtor de eventos Ale Fontanini, realizou 13 edições da festa Point Aéreo, festa ao ar livre, com experiência de Sunset, que já reuniu público total de aproximadamente 11000 pessoas.
No verão deste ano foram 25 shows pelo Brasil, dentre eles: Rio Open 2020, tocando na quadra e sendo transmitido em rede nacional pelo canal Sport TV, 12º réveillon em Fernando de Noronha, com direito a participações de Seu Jorge, projeto Getz/Gilberto no rooftop do Hotel Fasano, no Rio de Janeiro, show no Instituto Ayrton Senna, no troféu nacional de Kart, e mais 11 shows durante o carnaval.
Ao longo desses 23 anos, Rodrigo Sha conquistou vários prêmios de música:
– Prêmio de Música Tema, na comemoração dos 80 anos do Cristo Redentor
– Melhor Álbum Eletrônico, no Prêmio da Música Brasileira em 2014
– Melhor instrumentista da cena eletrônica pela revista DjSound por dois anos seguidos, 2014 e 2015.
Entre os grandes festivais que Rodrigo já participou no Brasil e exterior estão o “Rock in Rio”, por quatro vezes consecutivas nos palcos Rock District, Palco eletrônica e Rock Street; “Rio Music Carnival”, cinco vezes, “Womad Festival”(com BossaCucaNova), “Big Chill”( com Bebel Gilberto), entre outros festivais.
Rodrigo já lançou oito álbuns solo, diversos singles e EP’s e realiza participações e colaborações com outros artistas.
É um dos fundadores do Marketplace www.oritmo.com , a casa da música brasileira no mundo, com uma biblioteca de mais de 1000 samples de sonoridade e ritmos brasileiros. Se trata de uma iniciativa de colocar a música brasileira no mapa de uma forma diferente, se relacionando com produtores musicais e DJs do mundo inteiro, criando uma loja virtual para músicos brasileiros. Entre eles estão Roberto Menescal, Marcos Suzano, Laudir de Oliveira, entre outros.
Durante o ano de 2020, mesmo com a pandemia Sha mergulhou em suas produções e lançou 11 singles, um álbum e dvd ao vivo com Orquestra, que já teve mais de 80.000 visualizações no youtube.

Entre os singles estão sua parceria com a Blitz, dos clássicos “Você Não Soube me Amar” e “Weekend”, onde assina a produção musical e toca seu sax inconfundível. Também lançou a primeira versão autorizada pelo mestre Alceu Valença do clássico “La Belle De Jour”, entre parcerias autorais e releituras com DJ Mam, Pedro Tie, Dani Rocco, Charlotte C., Mario Fischetti, Gui Defilippi entre outros.